# Porn Star Dancing
«Porn Star Dancing» —en español: «Estrella porno bailando»— es el primer sencillo de la banda canadiense de hard rock My Darkest Days de su álbum del mismo nombre lanzado el 21 de septiembre de 2010.
Ludacris fue ofrecido originalmente solo en la versión canadiense del video, sin embargo, debido a la popularidad de la pista, que fue aprobado posteriormente como la corriente principal de la liberación de vídeo.

## Antecedentes
La banda se formó en 2005, pero no fue hasta 2010 que grabaron su primer álbum. Chad Kroeger, al oír hablar de My Darkest Days, quedó completamente fascinado, invitándolos a su estudio discográfico, 604 Records. La primera canción que escribieron después de unirse a la discográfica fue "Porn Star Dancing", la que se convirtió en su primer sencillo. Este fue lanzado como adelanto de su álbum debut homónimo junto al videoclip del mismo el 21 de junio de 2010. En agosto del mismo año, el vídeo calificaba en la posición #67 de la lista de los 100 vídeos más descargados de iTunes. Además, el sencillo alcanzó la cuarta posición de las canciones de rock más descargadas de Canadá. Pronto alcanzó el puesto número siete en el Billboard's Rock Songs y el álbum recibió una certificación de oro en los Estados Unidos y de platino en Canadá.

## Vídeo musical
Chad Kroeger de Nickelback aparece en el video al igual que el rapero estadounidense Ludacris y el vocalista y guitarrista de Black Label Society Zakk Wylde. El video musical fue dirigido por Brendan Cochrane, y muestra actrices porno bailando junto a los integrantes de la banda.
Ludacris fue ofrecido originalmente para aparecer solamente en la versión canadiense del video, sin embargo, debido a la popularidad de la pista, fue posteriormente incluido al lanzamiento del video principal.

## Recepción
La canción pasó 26 semanas en el Billboard's Rock Songs donde, el 11 de diciembre de 2010 alcanzó el puesto número siete. Le fue incluso mejor en el Billboard Mainstream Rock Tracks, donde alcanzó el número uno y permaneció durante dos semanas.

## Posicionamiento en listas
| Lista (2010-2011)                       | Mejor posición |
| --------------------------------------- | -------------- |
| Canadá (Hot 100)                        | 40             |
| Estados Unidos (Hot 100)                | 90             |
| Estados Unidos (Mainstream Rock Tracks) | 1              |
| Estados Unidos (Rock Songs)             | 7              |
| Estados Unidos (Alternative Songs)      | 21             |

## Certificaciones
| Región                | Certificación | Ventas  |
| --------------------- | ------------- | ------- |
| Canadá (Music Canada) | Platino       | 80 000  |
| Estados Unidos (RIAA) | Oro           | 500 000 |

## Créditos y personal

### Miembros
- Matt Walst: voz y guitarra
- Sal Coz Costa: guitarra y coros
- Brendan McMillan: bajo
- Doug Oliver: batería
- Reid Henry: teclado

### Músicos invitados
- Chad Kroeger: voz
- Ludacris: voz

- Datos: Q7230192